# Gradski prijevoz putnika Osijek
Gradski prijevoz putnika Osijek (skr. GPP), gradsko je trgovačko društvo koje obavlja djelatnost organizacije tramvajskog i autobusnog prometa u Osijeku.

## Povijest
Početci javnog prijevoza u Osijeku u obliku kakav je i danas vezani su za uvođenje konjskog tramvaja u promet. Godine 1883. osnovano je Dioničko društvo za izgradnju konjske željeznice u Osijeku, koje je 14. srpnja te godine dobilo koncesiju nad izgradnjom jednokolosječne tramvajske pruge. Ona je 10. rujna 1884. svečano puštena u promet, a vodila je od gornjogradske crkve sv. Roka preko Tvrđe do Donjega grada. Već 1898. predložena je elektrifikacija tramvaja, no zbog nesuglasica između gradske uprave te Dioničkog društva za plin i Dioničkog društva za tramvaj, cjelokupna elektrifikacija grada je kasnila, pa je i tramvaj u konačnici elektrificiran tek 1926. U međuvremenu je gradska uprava, radi smanjivanja monopola Dioničkog društva za tramvaj, godine 1912. dopustila uvođenje autobusnog prometa, koji je obavljao poduzetnik Josip Ehrendiener.
Godine 1925. osnovano je Autobusno poduzeće, a tramvaj je ušao u sastav Gradskog poduzeća tramvaj, plinara i vodovod. Nakon oštećenja u Drugom svjetskom ratu i popravka iza završetka rata, godine 1949. osnovano je poduzeće Tramvaj, koje je, osim tramvajskog prometa, obavljalo i promet autotaksijem te kompom i čamcima na Dravi. Ondje gdje nije bilo tramvaja, prijevoz putnika obavljali su autobusi Kotarskog autopoduzeća, koje je ukinuto 1950. Dvije godine kasnije zamijenila ga je Autoreparatura, koja je gradski autobusni promet održavala do 1967. Te je godine Tramvaj u gradski promet uveo svoje autobuse, promijenivši pritom naziv u Gradsko saobraćajno poduzeće. Taj je naziv ostao do 1979. kada je tvrtka preimenovana u Autotramvaj.
Tijekom opsade Osijeka u Domovinskom ratu, djelatnici Autotramvaja riskirali su vlastite živote kako bi svojim sugrađanima omogućili prijevoz na željeno odredište. Poginule su dvije vozačice tramvaja: Nezida Tojčić za upravljačem tramvaja i Marija Lacković nakon povlačenja u sklonište tijekom jednog od napada. Radnici zaduženi za održavanje kontaktnog voda često su za vrijeme oglašene opasnosti popravljali oštećene vodove, kako bi nakon prestanka opasnosti sugrađani mogli otići svojim domovima. Zahvaljujući njihovoj požrtvovnosti tramvajski je promet funkcionirao sve do kraja studenog 1991. kada je zbog prevelikih oštećenja ostao u prekidu do 27. siječnja 1992. Srpski agresor poznavao je važnost tramvajskog i autobusnog prometa u Osijeku, pa je remiza često bila meta divljačkih granatiranja, u kojima su neka vozila zauvijek izgubljena. Kako bi se preostala vozila očuvala, ona su noću izmještana po gradskim ulicama, gdje su bila relativno sigurnija. Nakon prestanka intenzivnih napada na grad i stabilizacije javnog prometa, Autotramvaj je početkom ožujka 1992. preimenovan u Gradsko prometno poduzeće i taj je naziv zadržao do lipnja 1998., od kada nosi ime Gradski prijevoz putnika.
Dana 1. rujna 2008. GPP je uveo elektronski sustav naplate Butra, koji funkcionira na način da korisnici pri ulazu u vozilo prislanjaju svoju karticu na validator i tako plaćaju vožnju. Ovisno o kategorijama stanovništva postoje i različite vrste kartica, poput opće, učeničke, studentske, umirovljeničke, kartice za nezaposlene i kartice za djecu.

## Vanjske poveznice
- Službene stranice (hrv.)
- Gradski prijevoz putnika Hrvatska tehnička enciklopedija, portal hrvatske tehničke baštine. LZMK